# Mini All4 Racing
De Mini All4 Racing is een rallyauto ontworpen en ontwikkeld door het Duitse X-Raid. De auto wordt gebruikt in Rallyraid-wedstrijden.

## Geschiedenis
Het Duitse bedrijf X-Raid zette tijdens de Dakar-rally sinds enige jaren een aantal BMW X3's in die zij zelf ontwikkelden. In 2011 zette het team voor het eerst een Mini in, gebaseerd op de Mini Countryman. In 2012 zette het team meer Mini's in, om in 2013 met uiteindelijk 6 All4's aan de start te verschijnen.

## Dakar Overwinningen
De volgende overwinningen zijn geboekt tijdens de Dakar-rally;
| Jaar | Coureur              | Navigator         | Auto             | Bandenmerk     |
| ---- | -------------------- | ----------------- | ---------------- | -------------- |
| 2012 | Stéphane Peterhansel | Jean-Paul Cottret | Mini All4 Racing | BF BF Goodrich |
| 2013 | Stéphane Peterhansel | Jean-Paul Cottret | Mini All4 Racing | M Michelin     |
| 2014 | Nani Roma            | Michel Périn      | Mini All4 Racing | M Michelin     |
| 2015 | Nasser Al-Attiyah    | Matthieu Baumel   | Mini All4 Racing | M Michelin     |